# 바실리오스 베사리온

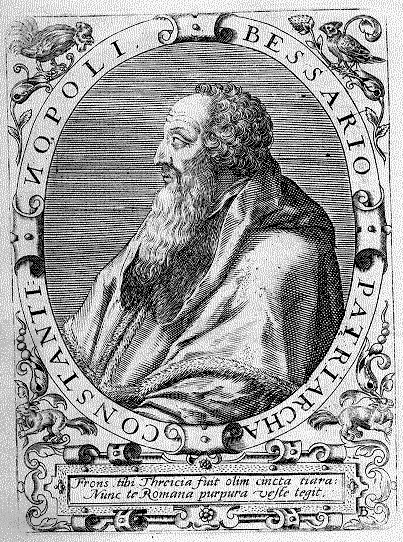
바실리우스 베사리온

바실리오스(Basilios), 또는 바실리우스(Basilius) 베사리온(Bessarion, 그리스어 : Βασίλειος Βησσαρίων, 1403년 1월 2일 – 1472년 11월 18일)은 로마 가톨릭교회 주교 추기경이자 명목상 콘스탄티노플 라틴 총대주교이며, 15세기 그리스어 대부활에 기여한 저명한 그리스어 학자였다. 그는 콘스탄티노플의 그레고리오 3세의 잘못된 해석으로 요한네스(Johannes Bessarion)으로 잘못되어 알려져있다.

## 생애

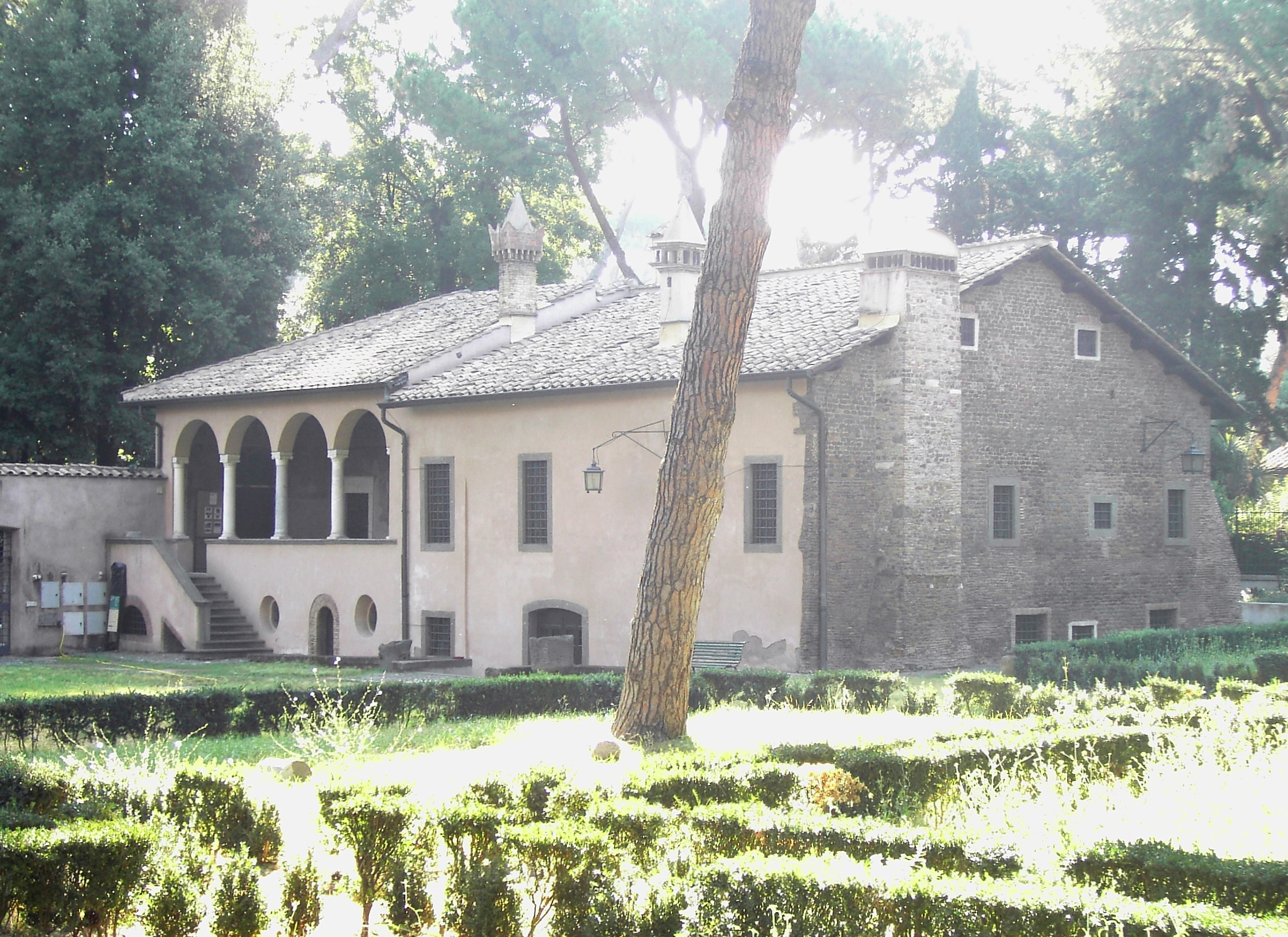
산 세바스티아노 문 인근 아피아 가도 옆에 있는 로마에 베사리온이 소유했던 집

베사리온은 비잔티움과 오스만 제국 지배기 동안에 폰투스 그리스 문화와 문명의 심장부였던 흑해의 항구인 트라브존에서 태어났다. 그가 태어난 해는 1389년, 1395년 또는 1403년으로 추정된다.
그는 콘스탄티노플에서 교육받았고, 1423년 플라톤의 철학을 설명한 게미스토스 플레톤을 들으러 펠로폰네소스에 가기도 했었다. 삭발승이 되면서, 옛 이집트 은자인 베사리온의 이름을 차용했다. 1436년 콘스탄티노플에 있는 수도원의 수도원장이 되었고, 1437년에 그는 정교회와 가톨릭 교회를 재통합시기 위해 이탈리아에 함께 갔었던 비잔티움 제국 황제 요한네스 8세 팔라이올로고스에 의해 니케아 관구장이 되었다. 두 교회는 1054년 이래로 분열되었지만, 황제는 튀르크로부터 서유럽의 도움을 얻기 위해 교회를 재통합할 가능성을 바라고 있었다. 베사리온은 통합론자들의 가장 저명한 대표로서 피렌체 페라라 공의회에 비잔티움 제국 대표단으로 참가했지만, 본래는 반 통합 세력에 속해있었다. 1439년 7월 6일, 그는 피렌체 공의회에서 교황 에우제니오 4세와 요한네스 8세 팔라이올로고스가 참석한 가운데 그리스 정교 연합의 선언문을 낭독했다.
일부는 통합을 고수하는 베사리온의 정직성에 대해 의문을 재기했다. 이는 실용적인 애국자였던 그가 종교적 통합이 오스만의 위협으로부터의 유일한 희망이자 피난처라고 생각함을 보여준다. 하지만 조셉 길 박사는 베사리온이 쓴 Oratio Dogmatica에서 사용한 공의회에서의 인용에서 논한 로마 교회의 위치 사실성의 문제에 투철함에서 그의 정직성을 옹호했다:

## 같이 보기
- 요한네스 코르타스메노스